# 5 World Trade Center

El 5 World Trade Center (WTC 5) fue un edificio de nueve pisos de oficinas construido en 1970-1972 en el World Trade Center de Nueva York. Sufrió graves daños y el colapso parcial de sus plantas superiores como consecuencia de los atentados del 11 de septiembre de 2001. El edificio fue demolido el 4 de enero de 2002 como parte del proyecto de eliminación del WTC. Fue demolido en 2002 para que en su lugar se asfaltaran las calles Vesey, Greenwich y Fulton.
5 WTC era un edificio de oficinas con estructura de acero, con nueve pisos. La estructura tenía forma de "¬" y ocupó la esquina noreste del complejo del WTC. Las dimensiones totales eran de 330 por 420 pies (100 por 130 m), con una superficie media de 120.000 pies cuadrados (11.000 m²) por planta.
La terminal del metro del World Trade Center (E tren) estaba en el edificio, y el acceso a la estación estaba disponible a través del mismo. En una explanada subterránea del edificio se encontraban tiendas y restaurantes (incluyendo la mayor librería Borders en Nueva York), repartidos en tres plantas, en la esquina del edificio adyacente a la intersección de las calles Church y Vesey. Allí se ubicó la Escalera de los sobrevivientes.
Los pisos 4 al 9 sufrieron colapso parcial y /o daños por fuego. Los pisos 1 a 3 fueron dañados. Algunos de los daños se debieron al impacto del acero y los escombros del World Trade Center (Torre Norte). Otras secciones se derrumbaron debido al daño de fuego. Algunas partes con colapso interno y desgaste se encontraban en los pisos superiores, sobre todo los pisos 6 a 8. La fachada exterior sufrió graves daños por incendio. Los pisos superiores (5 a 9) estaban en llamas tras el colapso de la segunda torre. Una sección del fuselaje del United 175 aterrizó en la parte superior del edificio. Fue el edificio menos dañado del complejo.
La última sección en pie del 5 WTC se retiró el 4 de enero de 2002.

## Análisis estructural
El Equipo de Estudio de funcionamiento del edificio de la Agencia Federal para el Manejo de Emergencias (FEMA)/ASCE encontró que algunas conexiones entre las vigas de acero estructural no soportaron el fuego.

## Los inquilinos
| Empresa                                                   | Piso en que se ubicaba |
| --------------------------------------------------------- | ---------------------- |
| US Airways                                                |                        |
| Charles Schwab Corp.                                      | Primer subsuelo        |
| Sam Goody                                                 | Primer subsuelo        |
| Perfumería Milano                                         | Primer subsuelo        |
| American Airlines                                         | Primer subsuelo        |
| Daniel Pehr, Inc.                                         | Lobby                  |
| Children's Discovery Center                               | Nivel de la plaza      |
| Borders Group                                             | Nivel de la plaza      |
| Krispy Kreme                                              | Nivel de la plaza      |
| JPMorgan Chase                                            | 1                      |
| FedEx                                                     | 1                      |
| DHL                                                       | 1                      |
| Affiliated Physicians of St. Vincent                      | 3                      |
| Centro Mundial de Comercio Dental                         | 3                      |
| Morgan Stanley                                            | 4, 5, 6                |
| Credit Suisse First Boston                                | 7, 8, 9                |
| Tribunal de Justicia de créditos del Estado de Nueva York | 8                      |
| Continental Forwarding                                    | 9                      |
| Lower Manhattan Cultural Council                          | 9                      |
| Howard Publicaciones                                      | 9                      |
| Consejo de Gobiernos Estatales                            | 9                      |
| American Shipper                                          | 9                      |
| Our Planet Mgmt. Institute, Ltd.                          | 9                      |
| Hunan Resources & Tech. Institute                         | 9                      |